# Kultura madziarowska
Kultura madziarowska (sk. maďarovská kultúra) – kultura archeologiczna wczesnej i starszej epoki brązu, będąca częścią tak zwanego horyzontu madziarowsko-wieterzowskiego. Jej nazwa pochodzi od stanowiska we wsi Mad'arovce (obecnie Malinovec), położonej niedaleko Levic na Słowacji.

## Geneza
Jej genezy doszukujemy się na bazie kultury Kisapostag przy silnych wpływach wczesnej fazy kultury unietyckiej. Duże znaczenie miały też oddziaływania kultur o powiązaniach ze środowiskiem anatolijsko-egejskim i bałkańskim.

## Chronologia i obszar występowania
Kulturę madziarowską datujemy według chronologii Paula Reineckego na okresy epoki brązu A2 i B1, czyli według lat kalibrowanych na 1950–1500 lat p.n.e. W kulturze tej wyróżniono trzy fazy jej istnienia:
1. unietycko-madziarowska (nazywana unietycko-kosztańską we wschodniej Słowacji)
2. klasyczną
3. późną

Zasięgiem swoim obejmuje południowo-zachodnią Słowację, częściowo także północno-zachodnie Węgry oraz Burgenland w Austrii. Wyróżnia się także grupę wschodnią we wschodniej Słowacji.

## Osadnictwo i budownictwo
Ludność kultury madziarowskiej zamieszkiwała osady lokowane na wzgórzach, a także osady w typie telli. Osady te były fortyfikowane wałami ziemnymi lub kamiennymi i fosami. W osiedlach znajdowały się budynki mieszkalne kwadratowe lub prostokątne, z paleniskami wewnątrz. Grube warstwy kulturowe świadczą o stosunkowo intensywnym osadnictwie w obrębie grodów i o długim ich zamieszkiwaniu. Duża ilość znajdowanych zabytków metalowych świadczy o rozwiniętej produkcji metalurgicznej. Rozwinięty był także przemysł kościany i rogowy. Najbardziej znane z osad kultury madziarowskiej to: Nitrianský Hrádok-Zámeček, która otoczona była wałem o konstrukcji plecionkowej, Veselé, Mistelbach i Ivanovce.

## Obrządek pogrzebowy
Cmentarzyska tej kultury są dość słabo rozpoznane. Spotyka się pochówki szkieletowe w jamach lub w warstwie kulturowej na terenie osad. W młodszej fazie pojawiają się pochówki ciałopalne, także spotykane w obrębie osiedli. Na stanowisku w miejscowości Borotice odkryto kurhanowe cmentarzysko na którym kurhany były otoczone rowkiem dookolnym. Znane są też pochówki dzieci w naczyniach glinianych – pitosach. W grobach tej kultury dość często spotykamy ślady rabunku. Można zauważyć, że wybierano z odkopanych pochówków konkretne kości, zwłaszcza żebra. Nie wiadomo jednak czy groby te były obrabowane przez ludność tej samej kultury.

## Inwentarz
Ceramika kultury madziarowskiej jest dość zróżnicowana pod względem formy. Licznie występują tu dzbany (między innymi dzbany na małych nóżkach) i kubki o wysokiej szyjce, z uchem łączącym krawędź z nasadą szyjki oraz kubki beczułkowate, przypominające formą naczynia z kultury unietyckiej. Spotyka się też smukłe wazki o wyodrębnionych wysokich szyjkach, zaopatrzone w małe uszka u nasady szyi, naczynia o esowatym profilu, o powierzchni obmazywanej lub zdobionej tekstylnym ornamentem, a także różne odmiany mis. Wśród motywów i technik zdobniczych spotyka się inkrustację, zapewne zapożyczoną z południa.
Na osadach znajduje się dużo form odlewniczych, jak też liczne wyroby brązowe: szpile różnych typów, siekierki z piętką, groty włóczni i czekany.
Dużo jest także wyrobów z kości i rogu, są to: szydła, igły, kopaczki, młotki rogowe, narzędzia o zębatej krawędzi, wykonane najczęściej na łopatkach bydlęcych, a także różne ozdoby, między innymi pierścienie zdobione spiralami, liniami falistymi czy plecionką. W zdobnictwie na tych wyrobach występują nawiązania do mykeńskich elementów zdobniczych.

## Zanik i wpływ na powstanie innych kultur
W okresie swojego pełnego rozwoju, kultura madziarowska oddziaływała w kierunku zachodnim, a także w pewnym stopniu w kierunku północnym. W wyniku tych oddziaływań, a prawdopodobnie także w związku z przemieszczeniami ludności madziarowskiej na tereny zajmowane dotąd przez ludność kultury unietyckiej, wytworzyła się na południowych i środkowych Morawach, a także w przyległej części Dolnej Austrii nowa jednostka kulturowa, czyli kultura wieterzowska. Wpływy kultury madziarowskiej w kierunku północnym doprowadziły do wykształcenia się na terenie Górnego Śląska, a zwłaszcza na Płaskowyżu Głubczyckim grupy nowocerekwiańskiej. Okres owej ekspansji niektórzy badacze określają jako „Brąz A3”. Kultura madziarowska zaczęła zanikać w okresie brązu B1 (1700–1500 lat p.n.e.), najdłużej utrzymując się w północno-zachodnich Węgrzech.